# 2284 San Juan
2284 San Juan (1974 TG1) là một tiểu hành tinh vành đai chính được phát hiện ngày 10 tháng 10 năm 1974 bởi Felix Aguilar Observatory ở El Leoncito.